# Емерсон Родригес
Емерсон Родригес (на испански: Emerson Rodríguez) е колумбийски футболист, който играе като полузащитник. Състезател е на „Лудогорец“ (Разград).

## Кариера
Родригес започва своята кариера в „Мийонарио“. На 6 август 2019 г. той преминава във „Валедупар“ под наем за втората половина на сезон 2019. През октомври 2020 г. дебютира за „Милонариос“ и вкарва първия си гол срещу „Атлетико Насионал“ на 1 ноември при победа с 3:0.
На 19 януари 2022 г. Родригес е привлечен в клуба от МЛС „Интер Маями“, подписвайки тригодишен договор. Той започва сезона, играейки за „Интер Маями II“, където отбелязва три гола за три мача, включително първия при победата с 2:0 срещу „Орландо Сити Б“.
На 27 януари 2023 г. Родригес е отдаден под наем в мексиканския „Сантос Лагуна“ до края на 2023 г. През януари 2024 г. води преговори за удължаване със „Сантос“ за втората половина на сезона, но в крайна сметка се завръща в Колумбия, присъединявайки се отново към „Мийонариос“ под наем до 30 юни 2024 г. На 16 юли 2024 г. е преотстъпен на бразилския клуб „Вашко да Гама“ под наем до юли 2025 г., с опция за постоянно.
На 25 януари 2025 г. Емерсон Родригес подписва договор с „Лудогорец“ (Разград).